# Гефс, Гийом
Гийом (Виллем) Гефс (фр. Guillaume Geefs; 1805—1883) — бельгийский скульптор; брат скульпторов Йозефа Гефса и Алоизия Гефса, муж художницы Фанни Корр.

## Биография

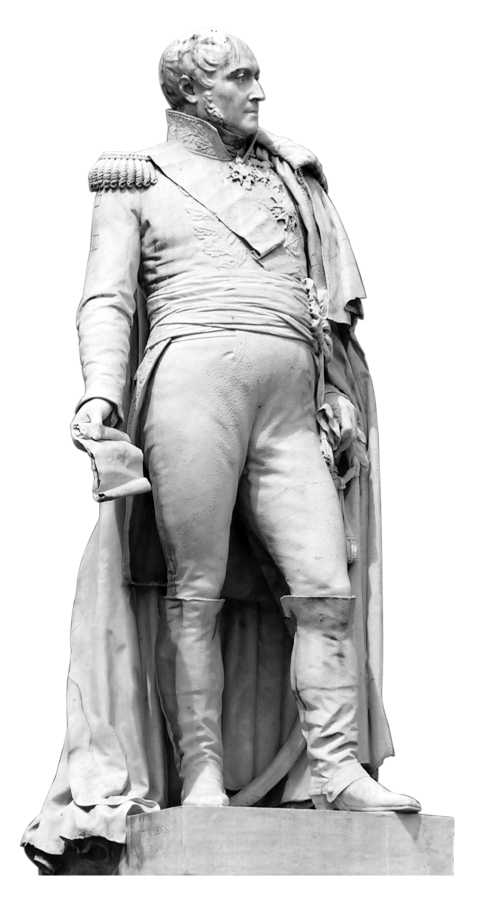
Статуя Бельяра

Гийом (Виллем) Гефс родился 10 сентября 1805 года в городе Антверпене. Воспитывался в Антверпенской академии художеств и, получив от неё первостепенную награду за статую Ахиллеса, отправился в Париж, совершенствовался там под руководством Жюля Этьенна Раме и затем самостоятельно занимался в Италии.
По возвращении своем в Бельгию он нашел обширное поприще деятельности по исполнению национальных монументов и других скульптурных заказов. Из многочисленных его произведений достойны внимания: монумент на площади Мучеников в Брюсселе в честь граждан, павших в борьбе за независимость в 1830 году (сооружен в 1838 году); портретные статуи генерала Огюстена Даниэля Бельяра и графа Мерода, погибших в этой борьбе (в брюссельской церкви Святого Гудулы); памятники композитору Грегори в Люттихе (1842), Рубенсу в Антверпене (1840), колоссальная статуя бельгийского короля Леопольда I и четыре угловые фигуры в брюссельском памятнике этому государю (1859); резанная из дерева кафедра с пятью мраморными статуями в нишах в Льежском соборе; статуя Карла Великого в церкви Святого Гервасия в Мастрихте, мраморная группа «Влюбленный лев»; группа «Павел и Виргиния»; статуи «Франческа-да-Римини», «Меланхолия» и другие.
В 1836 году Гефс женился на бельгийской художнице Изабелле Марии Франсуазе Корр, более известной как Фанни Гефс. Её братья Эрин Корр и Генри Корр (как и братья Гефса Йозеф и Алоизий) тоже посвятили свою жизнь изобразительному искусству.
В конце XIX — начале XX века русский искусствовед и музейный деятель А. И. Сомов, на страницах Энциклопедического словаря Брокгауза и Ефрона, дал следующую оценку творчеству Гефса: «Портретные произведения этого художника нередко страдают недостатком настоящей жизни; зато идеальные фигуры свидетельствуют о его тонком чувстве красоты».
Гийом Гефс умер 19 января 1883 года в Схарбеке.